# Maurice Mignon (résistant)
Pour les articles homonymes, voir Maurice Mignon et Mignon (homonymie).
Maurice Mignon, né le 12 novembre 1911 à Villers-sur-Trie et mort le 4 juillet 1986 à Creil (Oise), est un résistant et syndicaliste français.

## Biographie
Maurice Mignon naît le 12 novembre 1911 à Villers-sur-Trie (Oise) dans une famille nombreuse dont le père est terrassier à la Compagnie des chemins de fer de l'Ouest. Employé aux Forges de Montataire, il adhère au Parti communiste en 1932 et à la Confédération générale du travail unitaire (CGTU).

### Résistance
Résistant au sein des FTP, il dirige le détachement Valmy, réseau de résistance du bassin creillois, sous le pseudonyme de « colonel Théo ».
Démobilisé en 1940, il retrouve son emploi aux Forges de Montataire. L'année suivante, il crée le premier maquis FTP de l'Oise.
En juin 1943, il devient responsable de la Résistance pour le département, puis en septembre de la même année responsable pour l'Oise, la Somme et la Seine Maritime. En 1944, il dirige les actions sur 6 départements. À la fin de la guerre, il est homologué capitaine Forces françaises de l'intérieur (FFI).

### Mandats locaux
Il est plusieurs fois nommé adjoint au maire de Montataire de 1945 à 1966. Il remplit la fonction de maire lorsque Marcel Coene est suspendu, de novembre 1952 jusqu'aux élections municipales de 1953.
Il meurt le 4 juillet 1986 à Creil (Oise).